# 成田山久留米分院
成田山久留米分院（なりたさんくるめぶんいん）は、福岡県久留米市にある真言宗智山派の寺院。
千葉県成田市の成田山新勝寺の直系分院である。通称久留米成田山。本尊は不動明王 。

## 概要

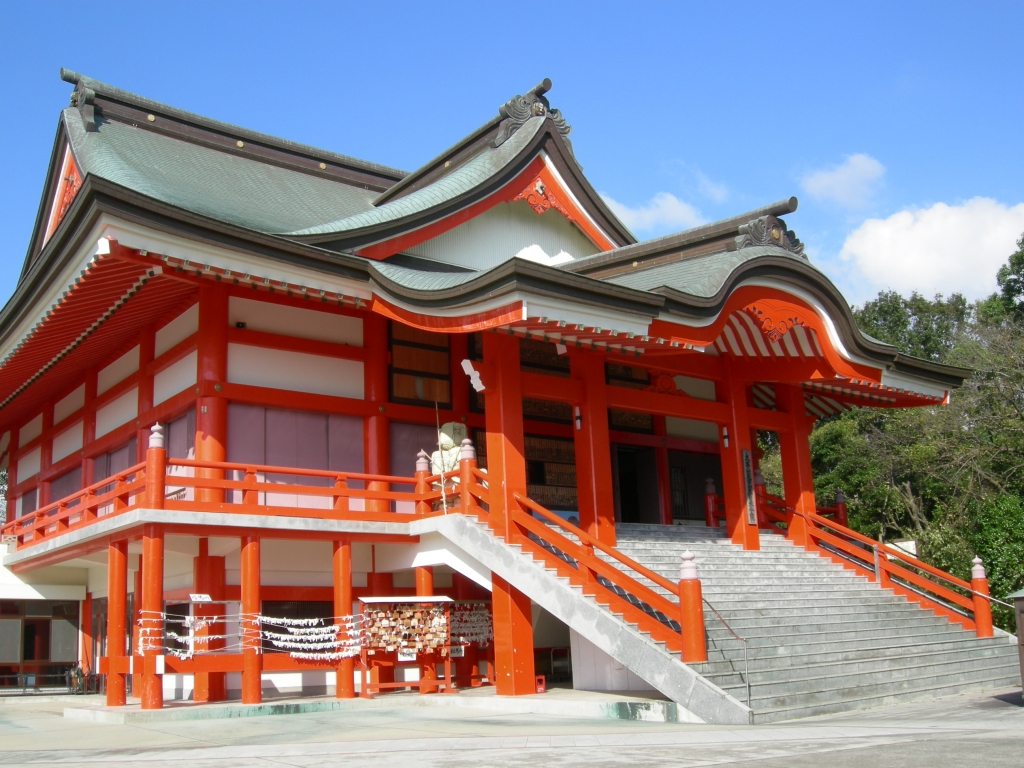
本堂

1958年成田山新勝寺の分霊を招いて設立。 当地に開山された経緯は敷地に隣接する浦山古墳の霊を鎮めるためでもあったとされる 。
当寺院を象徴するものとして救世慈母大観音像（高さ62m）と平和大仏塔極楽殿（高さ38m）がある。大観音像の総工費は約20億円で、1982年に建立された。その大きさは近隣を通る九州自動車道からもはっきり確認できるほどで、抱いている赤子の大きさだけでも13mに達する。表面には3カラットのダイヤモンド18個、直径10cmの水晶、さらにヒスイ56個が散りばめられている。体内に入ることもでき、展望スペースからは遠く雲仙岳を望むこともできる（ただし窓は極めて小さい）。その隣に位置する極楽殿はインドの世界遺産・ブッダガヤの大菩提寺と同じスケールで、同地の石を使用し同地にて彫刻された300体の仏像が安置されている。
その他、敷地内には源平合戦などの歴史上の出来事を宝石で再現した「天然宝石造り歴史館」、地獄の様子を模型で再現した「八大地獄絵巻 地獄館」といった施設も存在する。
毎年2月の第1日曜に開催される節分祭は大変多くの人でにぎわう。このとき撒かれる福豆（約2万袋）の中には豪華景品の引換券がランダムで封入されている。

## アクセス
- 西鉄久留米駅より西鉄バス八女営業所行きに乗車し「上津町」下車、徒歩5分(0.6km)
- マイカーの場合、九州自動車道広川インターチェンジから約8分（5.2km)
- 無料駐車場あり